# Руководители Костромской губернии и области

Данный список включает себя всех руководителей Костромского наместничества, Костромской губернии и Костромской области.

## Костромское наместничество (1778—1797)

### Генерал-губернаторы, губернаторы
1. 1778—1778 генерал-губернатор Алексей Петрович Мельгунов
1778—1781 губернатор Алексей Семёнович Шишкин
2. 1780—1781 генерал-губернатор Алексей Алексеевич Ступишин
3. 1781—1783 генерал-губернатор Роман Илларионович Воронцов
1782—1783 губернатор Иван Львович Чернышёв
4. 1783—1788 генерал-губернатор Иван Петрович Салтыков
1785—1787 губернатор Алексей Давыдович Голостенов
5. 1788—1796 генерал-губернатор Иван Александрович Заборовский
1788—1796 губернатор Иван Варфоломеевич Ламб

### Предводители дворянства
1. 1780—1782 Александр Филиппович Мошков
2. 1782—1787 Александр Дмитриевич Семичев
3. 1787—1797 Фёдор Николаевич Кутузов

## Костромская губерния (1797—1917)

### Губернаторы
1. 1797—1798 Борис Петрович Островский
2. 1798—1806 Николай Иванович Кочетов
3. 1807—1815 Николай Фёдорович Пасынков
4. 1815—1816 Дмитрий Петрович Горчаков (исполняющий обязанности)
5. 1816—1827 Карл Иванович Баумгартен
6. 1827—1830 Яков Фёдорович Ганскау
7. 1830—1832 Сергей Степанович Ланской
8. 1832—1833 Михаил Николаевич Жемчужников
9. 1833—1838 Александр Григорьевич Приклонский
10. 1838—1846 Николай Иванович Жуков
11. 1846—1847 Константин Никифорович Григорьев
12. 1847 (октябрь) — 1847 (декабрь) Александр Аркадьевич Суворов-Рымникский
13. 1848—1849 Илларион Илларионович Васильчиков
14. 1849—1852 Иван Васильевич Каменский
15. 1852—1853 Иван Иннокентьевич Муравьёв
16. 1853 (апрель) — 1853 (июль) Николай Андреевич Лангель
17. 1853—1857 Андрей Фёдорович Войцех (исполняющий обязанности)
18. 1857—1861 Иван Васильевич Романус
19. 1861—1866 Николай Александрович Рудзевич
20. 1866—1878 Владимир Иполитович Дорогобужинов
21. 1878—1884 Николай Ефимович Андреевский
22. 1884—1892 Виктор Васильевич Калачёв
23. 1892—1897 Александр Романович Шидловский
24. 1897—1902 Иван Михайлович Леонтьев
25. 1902—1905 Леонид Михайлович Князев
26. 1905 (октябрь) Павел Сергеевич Саввич
27. 1905—1906 Александр Александрович Ватаци
28. 1906—1909 Алексей Порфирьевич Веретенников
29. 1910—1912 Пётр Петрович Шиловский
30. 1912—1915 Пётр Петрович Стремоухов
31. 1915 Александр Петрович Мякинин
32. 1915—1917 (март) Иван Владимирович Хозиков

### Предводители дворянства
1. 1797—1802 Афанасий Фёдорович Тухачевский
2. 1802—1805 Григорий Иванович Нелидов
3. 1805—1811 Дмитрий Николаевич Козловский
4. 1811—1815 Александр Петрович Протасьев
5. 1815—1818 Сергей Фёдорович Купреянов
6. 1818—1831 Сергей Павлович Татищев
7. 1831—1845 Сергей Фёдорович Купреянов
8. 1845—1848 Григорий Иванович Головин
9. 1848—1851 Константин Карлович Бошняк
10. 1851—1854 Фёдор Фёдорович Чагин
11. 1854—1865 Александр Алексеевич Миронов
12. 1865—1871 Николай Павлович Карцев
13. 1871—1875 Иван Фёдорович Васьков
14. 1875—1878 Василий Львович Шипов
15. 1878—1879 Дмитрий Львович Шипов
16. 1881—1902 Авдей Иванович Шипов
17. 1902—1905 Николай Фёдорович Нелидов
18. 1905—1908 Павел Васильевич Щулепников
19. 1908—1914 Михаил Николаевич Зузин
20. 1914—1917 Сергей Иванович Бирюков

## Костромская губерния в период Временного правительства (1917)

### Комиссары Временного правительства
1. (март 1917 – апрель 1917) Владимир Николаевич Лебедев
2. (апрель 1917 – октябрь 1917) Николай Александрович Козлов
3. (октябрь 1917 – декабрь 1917) Александр Александрович Касаткин

## Костромская губерния в составе РСФСР (1917—1929)

### Первые секретари РСДРП(б)—РКП(б)
1. (март 1921 – октябрь 1921) Павел Андреевич Бляхин
2. (декабрь 1921 – май 1922) Александр Иванович Муравьев
3. (июнь 1922 – март 1923) Григорий Кузьмич Королёв
4. (май 1923 – май 1924)  Иван Васильевич Дрожжин
5. (май 1924 – март 1927) Константин Иванович Бухарин
6. (март 1927 – февраль 1928) Петр Савельевич Заславский
7. (февраль 1928 – 1929) Татьяна Васильевна Столбова

### Председатели губернского военно-революционного комитета и губисполкома
1. 1917 (ноябрь–декабрь) Сергей Петрович Нацаренус
2. 1918 (апрель–май) Иван Андреевич Львов
3. 1918 (май–июнь) Николай Петрович Растопчин
4. 1918 (июнь–сентябрь) Григорий Васильевич Хитров
5. 1919 (март–май) Дмитрий Иванович Долматов
6. 1919 (май–ноябрь) Анатолий Александрович Иорданский
7. 1919 (ноябрь) — 1920 (апрель) Борис Михайлович Волин (Фрадкин)
8. 1920 (апрель–ноябрь) Николай Кузьмич Козлов
9. 1920 (ноябрь) – 1921 (июнь) Николай Александрович Леднев
10. 1921 (декабрь) – 1922 (апрель) Филипп Исаевич Голощёкин
11. 1922 (май) – 1923 (май) Михаил Дмитриевич Пастухов
12. 1923 (май–июль) Николай Александрович Огибалов
13. 1923 (август) –1924 Иван Иванович Усачёв
14. 1925–1927 Иван Сергеевич Чернядьев
15. 1927–1929 Роман Алексеевич Годяев

Также упоминаются:
1. 1918 (август — сентябрь) Н. А. Филатьев (?)
2. 1920—1921 Дмитрий Ефимович Березин (?)

## Костромская область в советский период (1944—1991)

### Первые секретари ВКП(б)—КПСС
1. 1944–1946 Александр Андреевич Кондаков
2. 1946–1950 Иван Степанович Кузнецов
3. 1950–1952 Николай Семёнович Пашкин
4. 1952–1954 Алексей Ильич Марфин
5. 1954–1956 Дмитрий Лаврентьевич Сумцов
6. 1956–1965 Леонид Яковлевич Флорентьев
7. 1963–1965 Георгий Федорович Яхницкий (Костромской промышленный обком КПСС)
8. 1965–1971 Игорь Петрович Скулков
9. 1971–1986 Юрий Николаевич Баландин
10. 1986–1991 Владимир Иванович Торопов

### Председатели облисполкома
1. 1944–1950 Алексей Васильевич Куртов
2. 1950–1951 Валентин Николаевич Ершов
3. 1951–1955 Григорий Васильевич Хорьков
4. 1955–1962 Михаил Михайлович Баранов
5. 1962–1971 Анатолий Васильевич Савин
6. 1971–1984 Константин Васильевич Донцов
7. 1984–1986 Геннадий Александрович Горячев
8. 1986–1990 Альвин Евстафьевич Ерёмин

### Председатель областного совета народных депутатов
1. 1990–1991 Валерий Петрович Арбузов

## Костромская область в постсоветский период (1991—по наст. вр.)

### Главы администрации (губернаторы)
1. 1991—1996 Валерий Петрович Арбузов
2. 1996—2007 Виктор Андреевич Шершунов
3. 20 сентября 2007 — 25 октября 2007 Цикунов, Юрий Фёдорович (и.о.)
4. 25 октября 2007 — 13 апреля 2012 Игорь Николаевич Слюняев
5. 13 апреля 2012 — по наст. время Сергей Константинович Ситников

### Председатель областного Совета
1. 1991–1993 Рудольф Александрович Карташов

### Председателиобластной Думы
1. 1994—2000 Андрей Иванович Бычков
2. 2000—2005 Валерий Петрович Ижицкий
3. 2005 — 2015 Андрей Иванович Бычков
4. 2015 — по наст. время Анохин Алексей Алексеевич